# Bodié
Bodié es una localidad de la prefectura de Dalaba en la región de Mamou, Guinea, con una población censada en marzo de 2014 de 8967 habitantes.
Se encuentra ubicada en el centro-oeste del país, cerca de la frontera con Sierra Leona.